# Ryan Dalziel
Ryan Dalziel (Glasgow, 12 de abril de 1982) é um automobilista escocês.

## Carreira
Disputou a Temporada da Champ Car World Series de 2005 pela Dale Coyne Racing e a Temporada da Champ Car World Series de 2007 pela Pacific Coast Motorsports.